# Wiebelsdorf
Wiebelsdorf – dzielnica miasta Auma-Weidatal w Niemczech, w kraju związkowym Turyngia, w powiecie Greiz.
Do 30 listopada 2011 była to samodzielna gmina wchodząca w skład wspólnoty administracyjnej Auma-Weidatal.